# Abdón Calderón Muñoz
Abdón Calderón Muñoz (Milagro, 20 de enero de 1924-Miami, 9 de diciembre de 1978) fue un economista y político liberal ecuatoriano, fundador del Frente Radical Alfarista que sería asesinado en el triunvirato de la dictadura de la junta militar.

## Biografía
Nació en la ciudad de ecuatoriana de Milagro, provincia del Guayas, el 20 de enero de 1924. Hijo de Ángel Calderón Luces y Ana Muñoz Vallejo.
Se casó con Rosita Prieto con quien tuvo cuatro hijos, Cecilia, Abdón, Beatriz y María Leonor.

### Estudios
Los estudios primarios los realizó en la Escuela Fiscal Juan Montalvo. Los estudios secundarios los hizo en el Colegio Nacional Vicente Rocafuerte de Guayaquil, graduándose de bachiller. Sus estudios superiores los realizó  en la Universidad de Guayaquil, donde en 1947, a los 22 años de edad obtiene el título de economista.

### Carrera política
En los primeros años de estudiante en la Universidad de Guayaquil ingresa como miembro activo al Partido Liberal Radical Ecuatoriano, lo que le sirvió para que en el 1961 fuera elegido concejal del cantón Guayaquil y en 1962 fue elegido presidente de dicho consejo. 
En 1965 fue nombrado director supremo del Partido Liberal Radical, se dio  a conocer por su oposición a la Junta Militar de Gobierno, esto le valió para que sea nombrado diputado al Congreso en 1966 y a la Asamblea Nacional Constituyente en 1967.
En 1972 por discrepancias ideológicas y personales con otros miembros del Partido Liberal se separa del mismo y funda con algunos coidearios otro partido político denominado Frente Radical Alfarista (FRA).
Para la segunda mitad de los años 70, en las dictaduras de Guillermo Rodríguez Lara y el Consejo Supremo de Gobierno, denunciara los contratos realizados en torno al inicio la explotación petrolera en la región amazónica.
Por sus constantes denuncias de malversaciones que hacía dicha dictadura, se autodenomino «El Fiscal del Pueblo».
En 1978, el Ecuador ingresó a una transición de la dictadura a un régimen de derecho. Abdón Calderón Muñoz fue postulado por el FRA como candidato a presidente de la república, elecciones que fueron ganadas por el abogado Jaime Roldós Aguilera.

### Muerte
Por su constante oposición y denuncias a la dictadura del Consejo Militar de Gobierno, el general Bolívar Jarrín Cahueñas, por medio de Abel Salazár dio la orden de ejecución a Calderón Muñoz por «atentar contra el régimen militar».
Abel Salazar contrató dos sicarios Guillermo "Plin" Méndez y Luis Oswaldo García Almeida alias "Gordo Lucho". En Guayaquil el 29 de noviembre de 1978, próximo hacia las 20 horas saliendo de una logia masónica en el Templo Masónico en Lavayen y Ayacucho, a la cual Calderón Muñoz pertenecía, Luis Oswaldo García Almeida alias "Gordo Lucho" realizó tres disparos en contra de Calderón Muñoz, huyendo después en una motocicleta que manejaba Guillermo "Plin" Méndez, pese a la gravedad del atentado Calderón Muñoz sobrevivió y en el afán de salvarle la vida se lo condujo en un avión ambulancia al Hospital Andersen de Miami, Estados Unidos, lugar en el que el 9 de diciembre de 1978 fallece.

## Caso de homicidio
Meses después dos estudiantes universitarios de Guayaquil en la ciudad de Ambato, provincia del Tungurahua, reconocen a Guillermo "Plin" Mendez, el que después de ser arrestado reconoce haber ido a Ambato para obtener documentos falsos, dinero y huir del país. En las investigaciones Guillermo "Plin" Mendez, confiesa estar a la orden de Abel Salazar, quien recibía órdenes directas del Mayor de Policía Jaime Hermosa Eskola, quien era coordinador del Ministerio de Gobierno, el mismo que recibió la disposición militar del que en ese entonces fungía de Ministro de Gobierno de la Junta Militar de Gobierno, General Bolívar Jarrín Cahueñas de eliminar a Abdón Calderón Muñoz.
Según Abel Salazar, Jarrín Cahueñas le entregó 40.000 sucres y luego otros 23.000 sucres para cumplir la agresión a Calderón Muñoz, después de consumado el hecho entregó otros 17.000 sucres y 5.000 dólares.
Jarrín Cahueñas por haber tenido vinculación directa en el atentado, fue removido de su cargo y separado del Ejército Ecuatoriano. En febrero de 1982 Jarrín Cahueñas fue sentenciado a 12 años de prisión como autor intelectual del asesinato; al mayor Hermosa Eskola a 6 años por cómplice del crimen,  Abel Salazar a 6 años por cómplice del crimen; a Guillermo "Plin" Mendez a 6 años y a Luis Oswaldo García Almeida alias "Gordo Lucho" a 12 años por autor material de aquel crimen, el cual no cumplió su condena por hallarse prófugo.